# Oliver Campbell
Oliver Samuel Edward Michael Campbell (Brooklyn, 25 febbraio 1871 – Campbellton, 11 luglio 1953) è stato un tennista statunitense.
Viene considerato il primo statunitense ad aver abbandonato il gioco da fondocampo per attaccare nei pressi della rete, conquistò tre titoli in singolare agli U.S. National Championships e altrettanti nel doppio maschile.

## Carriera
Vinse il primo titolo agli U.S. National Championships 1888 quando ancora diciassettenne conquistò il doppio maschile insieme a Valentine Hall, due anni dopo nello stesso torneo trionfò nel singolare maschile battendo in finale Henry Slocum, grazie a questo successo divenne il tennista più giovane ad aver vinto il torneo americano e manterrà il record per più di un secolo fino alla vittoria agli US Open 1990 di Pete Sampras.
Nell'edizione successiva riuscì a difendere il titolo sconfiggendo Clarence Hobart e conquistò anche il torneo nel doppio maschile in coppia con Bob Huntington, si ripete nel 1892 vincendo il terzo titolo nel singolare (in quattro set su Frederick Hovey) nonché il terzo nel doppio maschile, nuovamente insieme a Bob Huntington. Attraversò l'atlantico per partecipare al torneo di Wimbledon 1892 dove venne sconfitto da Arthur Gore nel singolare e raggiunse la semifinale del doppio in coppia con il britannico George Hillyard.
Nel 1893 raggiunse l'ultima finale agli U.S National Championships, giocò insieme a Huntington la finale del doppio maschile ma vennero sconfitti da Clarence Hobart e Fred Hovey. Fu incluso tra i primi tennisti a venire introdotti nell'International Tennis Hall of Fame, nel 1955 due anni dopo il suo decesso.

## Finali nei tornei del Grande Slam

### Singolare

#### Vittorie (3)
| Anno | Torneo                          | Avversario in finale | Punteggio               |
| 1890 | U.S. National Championships     | Henry Slocum         | 6–2, 4–6, 6–3, 6–1      |
| 1891 | U.S. National Championships (2) | Clarence Hobart      | 2–6, 7–5, 7–9, 6–1, 6–2 |
| 1892 | U.S. National Championships (3) | Frederick Hovey      | 7–5, 3–6, 6–3, 7–5      |

### Doppio

#### Vittorie (3)
| Anno | Torneo                          | Compagno       | Avversari in finale              | Punteggio          |
| 1888 | U.S. National Championships     | Valentine Hall | Clarence Hobart Edward MacMullen | 6–4, 6–2, 6–4      |
| 1891 | U.S. National Championships (2) | Bob Huntington | Valentine Hall Clarence Hobart   | 6–3, 6–4, 8–6      |
| 1892 | U.S. National Championships (3) | Bob Huntington | Edward L. Hall Valentine Hall    | 6–4, 6–2, 4–6, 6–3 |

#### Finali perse (2)
| Anno | Torneo                          | Compagno       | Avversari in finale        | Punteggio          |
| 1889 | U.S. National Championships     | Valentine Hall | Henry Slocum Howard Taylor | 1–6, 3–6, 2–6      |
| 1893 | U.S. National Championships (2) | Bob Huntington | Clarence Hobart Fred Hovey | 3–6, 4–6, 6–4, 2–6 |